# Yersinella raymondii
Yersinella raymondi is een rechtvleugelig insect uit de familie van de sabelsprinkhanen (Tettigoniidae). De wetenschappelijke naam van deze soort is voor het eerst gepubliceerd in 1860 door Yersin.
De soort komt voor in Zuid-Europa.